# Einighausen
Einighausen, en limbourgeois Einighoêze, est un village néerlandais situé dans la commune de Sittard-Geleen, dans la province du Limbourg néerlandais. Le 1er janvier 2009, le village comptait 1 410 habitants.